# Bernie Hanighen
Bernard D. „Bernie“ Hanighen (* 27. April 1908 in Omaha; † 19. Oktober 1976 in New York City) war ein US-amerikanischer Liedtexter, Komponist und Musikproduzent.

## Leben und Wirken
Bernie Hanighen studierte an der Harvard University und spielte Violine; in dieser Zeit hatte er bereits einige Musicals geschrieben und eine eigene Studenten-Jazzband gegründet. Im April 1929 war Hanighen Vorsitzender des Theaterclubs in Cambridge und organisierte eine Musikshow namens Close Up, für die er den jungen Henry Fonda anfragte, mit dem er befreundet war.
Nach der Graduierung zog Hanighen nach New York City, um eine Karriere in der Musikindustrie zu beginnen. Hanighen unterstützte als musikalischer Direktor bei Columbia Records die Karriere von Billie Holiday und war mit John Hammond Co-Produzent ihrer frühen Aufnahmen für Vocalion Records von 1936 bis 1939. Billie Holiday behauptete in ihrer Autobiografie, dass Hanighen beinahe seine Job verloren hätte, weil er sich dafür einsetzte, dass sie mehr Geld bekam. Lady Day und Hanighen hatten auch kurzzeitig eine Affäre miteinander und blieben zeitlebens befreundet. Hanighen war Co-Autor des Songs Yankee Doodle Never Went to Town, den Billi Holiday 1935 mit Teddy Wilsons Band einspielte. 1952 nahm Holiday seine mit Paul Coates geschriebene Komposition If the Moon Turns Green auf.
Er hatte seinen ersten Hit 1934, als er mit Gordon Jenkins When a Woman Loves a Man zu einem Songtext von Johnny Mercer schrieb. In Zusammenarbeit mit Mercer entstand eine Reihe weiterer Songs, darunter Poor Mr Chisholm (den Fred Astaire 1940 in dem Musikfilm Second Chorus sang), und Bob White (Whatcha Gonna Swing Tonight?), den erstmals Bing Crosby 1937 sang. Hanighen schrieb außerdem für Broadwayshows und Filme.  Während des Zweiten Weltkriegs war er Nachrichtensprecher bei CBS.

78er von Cootie Williams & Orchestra - ’Round Midnight. Texter Bernie Hanighen wird auf dem Label falsch buchstabiert.

Am meisten in Erinnerung bleibt seine Zusammenarbeit mit Cootie Williams; Hanighen und der Ellington-Trompeter schrieben für Thelonious Monks Komposition ’Round Midnight einen Songtext.  Außerdem schrieb er Musik und Text des Spirituals Two Little Fishes (and Five Loaves of Bread), den Josh White interpretierte.
Weitere Songs Hanighens waren 
- The Little Man Who Wasn't There (mit Harold Adamson[12])
- If the Moon Turns Green (mit Paul Coates)
- My Old Man (den die Spirits of Rhythm spielten), Fare-Thee-Well to Harlem, Poor Mr Chisholm (Hoe Down the Bayou), Me and the Ghost Upstairs,  Show Your Linen, Miss Richardson (mit Johnny Mercer)
- Valley Low (Musik von Raymond Scott[13]),
- You're a Joy (mit Tadd Dameron[14]),
- Blue Fool (1949, Musik von Alec Wilder[15])
- Baby Doll (1951, mit Kenyon Hopkins[16]).